# باشگاه فوتبال کولیرس وود یونایتد
باشگاه فوتبال کولیرس وود یونایتد (به انگلیسی: Colliers Wood United Football Club) یک باشگاه فوتبال در شهر لندن بورو آف مرتون، کشور انگلستان است که در سال ۱۸۷۴ میلادی تأسیس شده‌است.